# Tùy Văn Đế
Tùy Văn Đế (chữ Hán: 隋文帝; 21 tháng 7, 541 – 13 tháng 8, 604), miếu hiệu Tùy Cao Tổ, tên Hán là Dương Kiên (楊堅), tên Tiên Ti là Fuluruqen (普六茹堅, Phổ Lục Như Kiên), biệt danh Nryana (tiếng Trung: 那羅延; bính âm: Nàluóyán, Na La Diên, nghĩa là kim cương bất hoại), nguyên quán ở Hoa Âm, Hoằng Nông, là người sáng lập và hoàng đế đầu tiên của nhà Tùy (581 - 618) trong lịch sử Trung Quốc.
Tùy Văn Đế được các sử gia đánh giá là một Hoàng đế tài giỏi, đã đem lại thái bình và thịnh vượng cho Trung Hoa sau hàng trăm năm chia cắt, khai sáng ra Khai Hoàng chi trị (開皇之治), tạo tiền đề vững chắc cho triều đại nhà Đường thịnh trị về sau. Dưới thời của ông, năm 589, đất nước Trung Quốc lại được thống nhất sau hơn 250 năm chia cắt từ ngày sụp đổ của Tây Tấn năm 316. Ông cũng cho đẩy mạnh xây dựng kênh đào Vận Hà, một công trình thủy lợi có ý nghĩa quan trọng của Trung Quốc thời phong kiến cho đến tận ngày nay.
Dương Kiên ban đầu là một quan lại dưới triều Bắc Chu, phục vụ dưới quyền hai đời vua Bắc Chu Vũ Đế và Bắc Chu Tuyên Đế. Sau khi Tuyên Đế bất ngờ qua đời năm 580, Dương Kiên với tư cách là nhạc phụ của ông ta, nắm lấy trọn quyền nhiếp chính. Sau khi đánh bại phản quân của Uất Trì Quýnh, ông đoạt ngai vàng từ tay ấu đế Vũ Văn Xiển, đổi quốc hiệu mới là Tùy. Ông cũng là vị hoàng đế người Hán đầu tiên cai trị toàn bộ Trung Nguyên kể từ sau Loạn Ngũ Hồ tính từ thời Lưu Tống (nếu không kể giai đoạn bắc phạt ngắn ngủi của Lương Vũ Đế).
Không thể phủ nhận rằng, những năm Khai Hoàng của Tùy Văn Đế là giai đoạn thịnh vượng chưa từng thấy của Trung Quốc từ thời Hán trở đi. Nền kinh tế phát triển, lương thực thời đó được coi là đủ dùng trong 50 năm. Quân sự cũng đạt được nhiều thành công. Những năm đầu tiên, nhà Tùy phải đối mặt với đe dọa từ Đột Quyết ở phía Bắc, Thổ Phiên ở phía Tây, Cao Câu Ly ở miền Đông Bắc, và Champa (Lâm Ấp) từ phía Nam. Đến cuối đời Văn Đế, Đột Quyết đã bị phân chia thành hai miền Đông – Tây, và Đông Đột Quyết cùng Cao Câu Ly đã chịu thần phục nhà Tùy trên danh nghĩa, trong khi người Chăm cũng bị đánh bại và không còn là một mối đe dọa đối với Trung Quốc nữa.
Tùy Văn Đế cũng nổi tiếng vì là một trong những vị hoàng đế không có nhiều thê thiếp của thời phong kiến Trung Quốc (chỉ sau Tây Ngụy Phế Đế và Hoằng Trị Đế là hai vị hoàng đế cả đời chỉ lấy một vợ). Ngoài hoàng hậu, Văn Đế chỉ nạp hai người thiếp.

## Cuộc sống ban đầu
Họ Dương có xuất thân từ Hoằng Nông (Hoằng Nông Dương thị) được coi là tổ tiên của các hoàng đế nhà Tùy, tương tự như họ Lý ở Lũng Hữu được coi như tổ tiên của các hoàng đế nhà Đường. Tổ tiên nhiều đời là tướng quân nhà Hán Dương Chấn. Cháu 8 đời của Dương Chấn tên là Dương Huyễn làm tướng phục vụ cho chính quyền nước Yên (Tiền Yên và sau đó là Hậu Yên) thời Ngũ Hồ Thập lục quốc, đến chức Thái thú Bắc Bình, và con cháu ông này tiếp tục làm quan cho Bắc Ngụy, nước đã thống nhất miền bắc sau loạn Ngũ Hồ. Con của Dương Huyễn, tổ thứ năm của Dương Kiên là Dương Nguyên Thọ thời Bắc Ngụy, là quan Tư mã trấn Vũ Xuyên, cùng với ông cố Vũ Văn Thái, người sáng lập ra nhà Bắc Chu, đều là quân nhân của trấn này. Nguyên Thọ sinh Huệ Hỗ, Hỗ sinh Liệt, Liệt sinh Trinh, Trinh sinh Trung, về sau theo chiếu chỉ của hoàng đế Tây Ngụy, đổi sang họ Tiên Ti là Phổ Lục Như.
Phổ Lục Như Trung chính là phụ thân của Phổ Lục Như Kiên lúc sinh thời làm bộ thuộc cho tướng Bắc Ngụy Vũ Văn Thái. Năm 534 TCN, Bắc Ngụy phân liệt thành Đông Ngụy và Tây Ngụy, và hoàng đế Tây Ngụy nương nhờ đến chỗ Vũ Văn Thái, từ đó Thái trở thành lãnh đạo trên thực tế của Tây Ngụy. Mẹ của Phổ Lục Như Kiên là Lã phu nhân, có tên là Cổ Đào, đã sinh ra Kiên tại một ngôi chùa ở Phùng Dực. Một ni cô trong chùa đã ấn tướng với tướng mạo của ông khi mới chào đời, và nhận nuôi ông trong những năm còn ẵm ngửa. Phổ Lục Như Kiên khi đến tuổi thiếu niên được theo học tại trường dành cho con cháu của quý tộc và quan lại cấp cao. Năm lên 14, ông được bổ nhiệm một chức tướng cấp thấp trong quân đội của Vũ Văn Thái.
Năm 555, do phụ thân Phổ Lục Như Trung lập được chiến công, Phổ Lục Như Kiên cũng được ân phong, thăng chức, và nhận tước phong Thành Kỷ huyện công. Năm 557, Độc Cô Tín, một tướng khác của Vũ Văn Thái có chức quan còn cao hơn Phổ Lục Như Trung, do ấn tượng với Phổ Lục Như Kiên nên đã đem cô con gái thứ 7 là Độc Cô Già La gả cho ông. Khi đó Kiên 17 tuổi, còn Độc Cô thì 14. Phổ Lục Như Kiên từng thề với Độc Cô rằng cả đời ông sẽ không lấy thêm người nào khác. Cũng trong thời gian đó, gia tộc Vũ Văn đã đoạt lấy ngai vàng Tây Ngụy và trở thành triều Bắc Chu. Bắc Chu Minh Đế Vũ Văn Dục (con trưởng Vũ Văn Thái) lên ngôi cuối năm đó, thăng cho Dương Kiên làm Phiêu kỵ tướng quân, thêm Khai phủ, tước Đại Hưng quận công. Khi mẫu thân Lã thị bị bệnh, ông ở bên cạnh hầu hạ không rời, cứ thế suốt ba năm, người đời xưng là người con có hiếu. Đến đời em của Minh Đế là Vũ Đế Vũ Văn Ung, Phổ Lục Như Kiên ngày càng được thăng chức và có uy tín ngày càng cao trong quân đội, dần nắm giữ các chức Thứ sử Tùy châu, tiến vị Đại tướng quân.
Năm 568, phụ thân Phổ Lục Như Trung bị bệnh qua đời, thụy là Hoàn. Phổ Lục Như Kiên lên nối tước vị của ông ta, là Tùy quốc công. Năm 573, Bắc Chu Vũ Đế cưới trưởng nữ của ông, Phổ Lục Như Lệ Hoa cho trưởng tử của mình là Thái tử Vũ Văn Vân, lập Lệ Hoa làm Thái tử phi. Từ đó thế lực của họ Phổ Lục Như trong triều tăng lên đáng kể. Tuy nhiên, cũng có người nhận thấy Phổ Lục Như Kiên có vẻ khác thường hoặc là che giấu âm mưu phản chủ không an phận. Ngũ đệ của Vũ Đế, Tề vương Vũ Văn Hiến cùng tướng Vương Quỹ nhiều lần khuyên Hoàng đế loại trừ Kiên, nhưng Vũ Đế trước sau không đồng ý. Vì lẽ đó, Phổ Lục Như Kiên tìm cách che giấu tài năng của mình để tránh họa. Nhưng cho đến năm 575 Vũ Đế lại bổ nhiệm ông làm tướng soái dẫn đại quân công đánh Bắc Tề. Phổ Lục Như Kiên tham chiến từ năm 576 - 577 và kết quả của những chiến dịch đó, Bắc Chu đã tiêu diệt và sáp nhập toàn bộ lãnh thổ Bắc Tề. Sau đó ông được tiến vị là Trụ quốc.
Năm 578, Bắc Chu Vũ Đế chết, Vũ Văn Vân nối ngôi, là Bắc Chu Tuyên Đế. Tuyên Đế là một vị hoàng đế có tính khí thất thường, và mang trong mình mối nghi ngờ sâu sắc đối với Phổ Lục Như Kiên, dù đã tấn phong cho con gái của ông làm Hoàng hậu và bổ nhiệm ông làm Thượng trụ quốc và Đại Tư mã. Hoàng đế sớm sa vào vui chơi hưởng lạc, lập thêm 4 người cơ thiếp làm Hoàng hậu, và thay đổi hết các chính sách của Vũ Đế. Phổ Lục Như Kiên thấy vậy nhiều lần khuyên can, nhưng Hoàng đế không theo.
Năm 579, Tuyên Đế nhường ngôi cho con trai mới lên 5 là Vũ Văn Xiển, do một phi thiếp là Chu Mãn Nguyệt sinh ra, tức là Bắc Chu Tĩnh Đế, Tuyên Đế lên làm Thái thượng hoàng, xưng hiệu Thiên nguyên Hoàng đế, nhưng vẫn nắm quyền trên thực tế. Có một dịp, Thiên nguyên Hoàng đế nghi ngờ các việc làm của Phổ Lục Như Kiên đến nỗi nói trước mặt Thiên nguyên Hoàng hậu Phổ Lục Như Lệ Hoa: Sớm muộn gì ta cũng sẽ diệt tộc cả nhà ngươi. Sau đó triệu tập Phổ Lục Như Kiên đến cung điện, và ra lệnh cho giáp sĩ hễ mà thấy Kiên có biểu biện nào lo lắng bất thường thì xông ra giết ngay, nhưng Phổ Lục Như Kiên trước sau mặt không biến sắc, vì thế tránh được cái chết. Trong một dịp khác, Phổ Lục Như hoàng hậu có việc làm mất lòng Tuyên Đế, và Tuyên Đế buộc thị phải tự sát. Khi Độc Cô phu nhân nghe được, liền đến cung cầu xin cho con gái, và Tuyên Đế đã bỏ qua cho hoàng hậu.

## Nhiếp chính nhà Chu
Mùa hạ năm 580, Thiên nguyên hoàng đế chuẩn bị tấn công Trần quốc, theo lời đề nghị của Trịnh Dịch là bạn thân của Phổ Lục Như Kiên, bổ nhiệm ông làm Tổng quản Dương châu) giáp với nước Trần. Tuy nhiên trước khi đại quân khởi hành, thì Thiên nguyên bị bệnh nặng, triệu hai quan cận thần Lưu Phưởng và Nhan Chi Nghi vào cung, mà hai người này đều đứng về phe Phổ Lục Như Kiên. Khi hai người vào thì Thiên nguyên đã hết hơi không còn nói được, vì thế họ bàn với bọn Trịnh Dịch, Liễu Cừu, Hoàng Phủ Tích,... rằng Phổ Lục Như Kiên là phụ thân của hoàng hậu, nên nắm quyền nhiếp chính cho ấu đế sau khi Thiên nguyên qua đời, rồi viết chiếu triệu ông vào cung. Đầu tiên, Phổ Lục Như Kiên đã từ chối do lo sợ rằng đây là một cái bẫy, song cuối cùng đã vào cung. Cùng ngày hôm đó Thiên nguyên qua đời, bọn Phổ Lục Như Kiên giấu không phát tang. Phưởng và Trịnh Dịch giả chiếu bổ Phổ Lục Như Kiên làm Tổng tri binh mã trong ngoài. Các quan đều phải răm rắp nghe theo, chỉ có Nhan Chi Nghi ủng hộ chú của Thiên nguyên là Triệu vương Vũ Văn Chiêu chấp chính, nhưng không làm gì nổi. Phổ Lục Như Kiên làm nhiếp chính, lo sợ các vương gia ở ngoài sanh biến, bèn lấy cớ gả công chúa Thiên Kim cho Đột Quyết, triệu năm vị hoàng thúc tổ Triệu, Trần, Việt, Đại, Đằng vào triều thương nghị. Lại tự ý chế ra phù tỉ, Nhan Chi Nghi tỏ ra bất bình, Kiên giận định giết chết, nhưng rồi nể tình ông ta là người được dân chúng nể trọng, nên chỉ đày ra biên cương. Sau đó ông tự phong mình làm Tả Đại thừa tướng, cho người trong tông thất là Hán vương Tán làm Thượng Trụ quốc, Hữu Thừa tướng, nhưng chỉ là hư danh.
Để mua chuộc lòng người, củng cố và phát triển địa vị bản thân, Phổ Lục Như Kiên đã cải cách các luật lệ quá hà khắc của thời Bắc Chu Tuyên Đế, pháp lệnh rõ ràng, rất tiết kiệm, nên rất được lòng các quan trong triều và nhân dân. Vì lo sợ tướng Uất Trì Quýnh cầm quân ở Tương châu chống lại mình, cũng triệu Quýnh về kinh. Tuy nhiên, Uất Trì Huýnh cho rằng Phổ Lục Như Kiên có ý chiếm ngôi, vì thế khởi binh với danh nghĩa diệt trừ quyền thần. Quýnh được sự ủng hộ của nhiều tướng lĩnh cao cấp như Tư Mã Tiêu Nan Huân châu và Vương Khiêm ở Ích châu. Tuy nhiên do Quýnh đã già yếu, không có mưu lược, nên quân đội triều đình do Vi Hiếu Khoan dẫn đầu nhanh chóng đánh dẹp cuộc khởi nghĩa chỉ sau 68 ngày, và Quýnh bị buộc phải tự sát. Vương Khiêm bị đánh bại, và Tư Mã Tiêu Nan trốn sang Trần quốc. Để ngăn chặn quân ở Nghiệp Thành, nơi đóng quân trước kia của Uất Trì và cũng là đô cũ của Bắc Tề, lại nổi dậy, Phổ Lục Như Kiên cho phá hủy thành này. Sau đó, Dương Kiên bãi bỏ Hữu thừa tướng và tự phong mình làm Đại thừa tướng duy nhất, lại bỏ đi họ Tiên Ti Phổ Lục Như, trở về họ ban đầu là Dương.
Khi Uất Trì Quýnh nổi loạn, các vương gia trong hoàng tộc gồm Tất vương Hiền và Triệu vương Chiêu đều cố gắng chống lại Dương Kiên song không thành. Đáp lại, Dương Kiên giết hai vị vương này cùng với Việt vương Vũ Văn Thịnh cùng với các con trai của họ, và sau khi đánh bại Uất Trì, tiếp tục truy lùng giết các thành viên khác trong hoàng tộc Vũ Văn. Đầu năm 581, lại tự phong mình làm Tướng quốc, tiến tước Tùy vương, lấy đồ cửu tích, thực ấp 20 quận. Ngày 4 tháng 3 năm 581, Tĩnh Đế xuống chiếu nhường ngôi cho Dương Kiên, chấm dứt triều đại Bắc Chu và lập ra nhà Tùy. (Tước phong trước kia của Dương Kiên là Tùy quốc công, nhưng ông cho rằng chữ Tùy viết theo kiểu cổ xưa (隨) chứa nét sước ("辶") có nghĩa là "đi bộ", mang ý chạy vạy không yên, không cát tường may mắn, nên bỏ đi, và do đó quốc hiệu trở thành "隋" cũng đọc là Tùy.) Việc thụ thiện của Dương Kiên đã khiến con gái của ông, Bắc Chu Tuyên hoàng hậu Dương Lệ Hoa rất bất bình, sự oán giận lộ ra cả trong nét mặt và lời nói. Nhưng Văn Đế không hề khiển trách và vẫn đối đãi tử tế với Dương Lệ Hoa. Thời gian Dương Kiên từ khi chiếm lĩnh triều chính đến khi đoạt ngôi không quá 10 tháng, quá nhanh đến mức kì lạ, quyền thần đoạt ngôi cũng có không ít nhưng không ai làm được như ông.

## Khai Hoàng thịnh trị

### Quan chế và hình luật
Văn Đế bãi bỏ Lục quan chế của Bắc Chu, thay vào đó là cơ cấu trung ương gồm năm tỉnh: Trung thư tỉnh, Môn hạ tỉnh, Nội sử tỉnh, Bí thư tỉnh, Nội thị tỉnh. Quyền lực của chức tể tướng bị phân cho các cơ quan này khiến bọn họ kiểm soát tranh chấp với nhau, và không có cơ hội lộng quyền trước hoàng đế. Ông cũng truy phong cho cha ruột Dương Trung và mẹ ruột Lã Cổ Đào làm hoàng đế và hoàng hậu, lập vợ Độc Cô thị làm hậu, con trưởng Dương Dũng làm Hoàng thái tử; các con trai và em trai làm tước thân vương. Ông giáng vua cũ của Bắc Chu là Tĩnh Đế Vũ Văn Xiển làm Giới quốc công, tuy nhiên lại nhanh chóng hạ lệnh lùng giết con cháu họ Vũ Văn, không lâu sau Giới quốc công cũng chết một cách đột ngột. Ông tin dùng các đại thần là Cao Quýnh, Dương Tố và Tô Uy, giao phó công việc nhà nước cho họ. Rút kinh nghiệm từ việc nhà Bắc Chu nghi kị tông thân mà không giao phó binh quyền, điều mà Văn Đế cho rằng nguyên nhân chính khiến cho cơ đồ rơi vào tay họ khác, ông đã gửi các hoàng tử đến cầm quân ở các trấn quan trọng và cho họ có nhiều quyền lực tại lãnh địa.
Ông giao cho Bùi Chánh nghiên cứu tham khảo từ luật pháp của Bắc Tề và Lương, để sửa đổi hình luật cho đơn giản và bãi bỏ những hình phạt hà khắc. Năm 583, nhà Tùy cử Tô Uy hiệu đính thêm hình luật, rồi ban hành Luật Khai Hoàng, gồm 12 quyển, 500 điều, phân chia hình phạt thành 5 cấp xuy (đánh roi), trượng (đánh trượng), đồ (làm việc nặng), lưu (đày đi nơi xa), tử (giết chết); các chương thì có Danh lệ, Vệ cấm, Chức chế, Hộ hôn, Kho bãi, Xây dựng, Trộm cướp, Tranh chấp, Giả mạo, Tạp luật, Truy nã, Vượt ngục... có ảnh hưởng rất lớn đến luật lệ phong kiến đời sau.
Về mặt tác phong chính trị, ông rất siêng năng chính sự, nghiêm khắc trong việc quản lý quan lại. "mỗi buổi sáng đều thiết triều nghe ý kiến của các quan tận xế không mệt, việc ăn mặc, nơi ăn ở đều sử dụng thật tiết kiệm..." Ông còn thường xuyên cử người đi tuần tra khắp nơi, cách chức những quan lại tham nhũng không làm tròn chức phận. Vua từng cho người đi tuần tra 52 châu ở Hà Bắc, cách chức hơn 200 tham quan, sau đó lại cắt giảm khoảng 3/10 số quan địa phương.

### Kinh tế, văn hóa
Mùa hạ năm 584, vì thấy vùng quanh Sông Vị có nhiều bãi cát và dòng chảy xiết không thuận lợi cho việc vận chuyển lương thực đến Đại Hưng, nên đã bổ nhiệm Vũ Văn Khải xây dựng một con kênh nối giữa Đại Hưng và Đồng Quan, song song với sông Vị, và đặt tên nó là Quảng Thông cừ. Việc xây dựng con kênh này đã tiết kiệm đáng kể thời gian và công sức vận chuyển lương thực và các nhu yếu phẩm khác từ miền đông đến khu vực kinh đô và cả vùng Quan Trung. Tuy nhiên, vì Quan Trung xảy ra nạn đói từ mùa thu năm 584, Văn Đế bèn rời tới Lạc Dương.
Mùa xuân năm 587, tiếp tục các công trình thủy lợi, Tùy Văn Đế cho khởi công Sơn Dương độc nối giữa sông Dương Tử và sông Hoài để đảm bảo đường vận chuyển giữa hai con sông.
Tùy Văn Đế ra lệnh đặt ra lễ nhạc mới, yêu cầu các công thần "giảm bớt việc hội hè văn nghệ, con cái trong nhà mỗi người phải học một môn." Ông cho người đi khắp nơi sưu tầm sách và quy định "gặp một cuốn sách, thưởng một xấp lụa, chép lại xong xuôi trả lại bản gốc cho chủ sách." (Tùy thư, Kinh tịch chí-quyển 1). Cho đến cuối đời thống trị, tàng thư Quốc gia có đến 37 vạn quyển sách, cực thịnh một thời.
Văn Đế chủ trương tiết kiệm, lệnh cho các tần phi trong cung không được ăn mặc xa hoa, bình thường mặc áo vải, không dùng đồ trang sức bằng vàng mà chỉ dùng đồ trang sức bằng đồng, sắt và sừng. Chủ trương tiết kiệm này vừa giảm bớt gánh nặng cho dân, vừa có lợi cho vua khi tiến hành cải cách.
Tùy Văn Đế đã giảm nhẹ thuế khóa lao dịch, đưa tuổi thành đinh từ 18 lên 21 tuổi, thời gian phục dịch của đinh nam thì mỗi năm một tháng sửa thành 20 ngày, nộp thuế từ một xấp lụa xuống còn nửa xấp. 50 tuổi trở lên được miễn chế độ lao công phục dịch. Ông ban bố lệnh quân điền, chia cho nam thanh niên, nam trung niên 80 mẫu lộ điền (ruộng đất không có nhà cửa, cây cối trên đó), 20 mẫu ruộng đất trồng trọt lâu dài. Phụ nữ được 40 mẫu lộ điền. Các quan chức theo phẩm cấp quan lại dựa theo cấp bậc được cấp 1-5 khoảnh (khoảnh = 100 mẫu) ruộng chức phận, phủ quan cấp ruộng công giải là ruộng cấp cho cơ quan nhà nước. Lại cho kiểm tra hộ tịch nghiêm ngặt, đồng thời cũng tiến hành cải cách chế độ hộ tịch, ra lệnh sửa lại hộ tịch, cứ 5 năm nhà là 1 bảo, 5 bảo là 1 lư, 4 lư là 1 tộc. Đầu năm Khai Hoàng cả nước có hơn 360 vạn hộ, diệt Trần xong tăng thêm 50 vạn hộ, sau đó tăng đến con số 870 vạn hộ. Nhờ dân số tăng nhanh nên nguồn thu nhập của nhà nước cũng tăng đáng kể.
Tùy Văn Đế cũng rất coi trọng công tác thủy lợi. Năm Khai Hoàng thứ 2 (591), đào kênh đưa nước từ sông Đỗ Dương về bình nguyên Tam Lộc. Năm thứ 4 lại dẫn nước sông Vị đi qua thành Đại Hùng (Trường An) đi về phía đông đến Đồng Quan, đổ ra tận sông Hoàng Hà. Năm sau đó, đổi tên công trình thủy lợi đã được khai thông là Bào Pha thành Đỗ Pha, Bá Thủy thành Tư Thủy. Những công trình này đều có tác dụng thúc đẩy sự phát triển sản xuất và sự phồn vinh của kinh tế.
Dưới thời Tùy Văn Đế, Phật giáo bị Chu Vũ Đế diệt trừ lại thịnh vượng trở lại. Vua cho những hòa thượng trước kia được quay lại tu hành, còn thu thập tiền theo đầu người trên cả nước để xây chùa chiền và trùng tu tượng Phật. Văn Đế cho phép các chùa được miễn thuế và cả các sản nghiệp ruộng đất khác dưới danh nghĩa của chùa. Sự phát triển của Phật giáo thời Tùy có liên quan mật thiết đến nỗ lực đề xướng của Văn Đế.
Cũng năm 592, Tùy Văn Đế vì cho rằng lương thực và vải vóc dự trữ trong quốc khố đã đủ đầy, nên mạnh dạn miễn giảm sưu thuế khắp cả nước, và gửi sứ thần đến khắp nơi trong nước, phân phát đất đai cho dân nghèo. Năm 594, vì Quan Trung có nạn đói, Văn Đế dẫn theo những người bị đói chuyển sang ở Lạc Dương dồi dào lương thực, đồng thời xuống chiếu tự trách, kiêng rượu thịt trong một năm, gọi là san sẻ với người dân. Thấy tông miếu các triều Lương, Trần và Tề không được cúng tế, Văn Đế cho tiếp tế đồ cúng cho bọn Tiêu Tông, Trần Thúc Bảo và Cao Nhân Anh thực hiện cúng tế.

### Quân sự và ngoại giao
Về quân sự, Tùy Văn Đế cho lập ra 12 vệ, dựa theo chế độ 12 đại tướng quân của Bắc Ngụy, tất cả do trung ương quản lý, tiền thân của thập lục vệ sau này. 12 vệ này gồm 2 Dực vệ, 2 Kiêu kỵ vệ, 2 Vũ vệ, 2 Đồn vệ, 2 Hậu vệ, 2 Ngự vệ; phụ trách phòng thủ và chinh chiến. Khi có chiến sự, hoàng đế hạ chiếu mệnh cho 'hành quân nguyên soái' hay 'hành quân tổng quản' làm quan chỉ huy thời chiến, hợp thành tổ chức tác chiến. Sau khi hết chiến tranh, thì chức hành quân tổng quản bị bãi bỏ, quân đội lại trở về địa phương. Mùa xuân năm 596, ông ra lệnh rằng dân chúng nếu không phải ở gần biên giới thì không được lưu trữ và chế tạo vũ khí, để loại bỏ khả năng các hào tộc địa phương cát cứ. Đồng thời với việc quy định các quân nhân phải có quân tịch, và cùng nhập hộ tịch với gia quyến vào các châu, huyện, quân nhân cũng như thường dân được chia đất để cày cấy nhằm giảm bớt gánh nặng tài chính quốc gia, mở rộng thêm nguồn quân lực.

#### Với Đột Quyết
Tuy Văn Đế không tiếp tục duy trì quan hệ hữu hảo với Đột Quyết, điều này khiến cho Sa Bát Lược Khả hãn A Sử Na Nhiếp Đồ rất tực giận, cộng với việc vợ ông ta là Công chúa Thiên Kim nhà Bắc Chu (con gái Vũ Văn Chiêu) - người rất căm hận họ Dương cướp ngôi và tàn sát gia tộc Vũ Văn - nói thêm vào. Vì thế Sa Bát Lược tổ chức một chiến dịch tấn công vào biên giới nhà Tùy, với sự hỗ trợ của Cao Bảo Ninh, tướng cũ của Bắc Tề đang đóng quân ở Doanh châu. Đáp lại, Văn Đế theo kế của Trưởng Tôn Thịnh, tặng lễ vật để xoa dịu cấp dưới của Sa Bát Lược là Đạt Đầu hãn A Sử Na Điếm Quyết, A Ba Hãn A Sử Na Đại Xiêm Tiện và A Sử Na Xử La Hầu - khiến bọn họ quay ra tranh chấp và không thống nhất với nhau, từ đó quân Đột Quyết suy yếu và không thể cùng thống nhất với nhau để đánh nhà Tùy.
Mùa xuân năm 583, nhận thấy mâu thuẫn trong nội bộ Đột Quyết ngày càng lớn, Văn Đế sai em là Vệ vương Dương Sảng dẫn quân bắc phạt đánh Đột Quyết và Cao Bảo Ninh. Dương Sảng giành được đặt thắng, và một cánh quân của ông ta do Âm Thọ cầm đầu đã tiêu diệt lực lượng của Cao Bảo Ninh, buộc ông ta phải chạy đến Khiết Đan nhưng rồi bị giết bởi thuộc hạ, kết thúc hoàn toàn hi vọng phục quốc của Bắc Tề. Sau trận chiến đó, các thủ lĩnh Đột Quyết bắt đầu nổi lên tranh bá với nhau, trong khi nhà Tùy tọa sơn quan hổ đấu, không viện trợ cho bên nào. Đến năm 584, vì những khó khăn trong ngoài, A Sử Na Nhiếp Đồ buộc phải xưng thần với Tùy Văn Đế, và Công chúa Thiên Kim, trong sự tức giận và ngậm ngùi, đã viết thư gọi Tùy Văn Đế là "cha". Ông bèn phong cho bà ta là Công chúa Đại Nghĩa.
Năm 593, khi biết là Công chúa Đại Nghĩa vẫn còn oán hận mình và nhiều lần kích động Đột Quyết xâm phạm biên cương, Văn Đế sai Trưởng Tôn Thịnh đến biên cương xem xét hành vi của công chúa, rồi về triều báo lại. Sau đó có Nội sử thị lang là Bùi Củ khuyên ông nên diệt trừ Đại Nghĩa để tránh mối hậu họa. Gặp lúc con trai của Xử La Hầu tên là Đột Lợi (giữ chức Khả hãn nhưng dưới quyền của Đại Khả hãn Đô Lam) sai sứ xin cầu hôn công chúa nhà Tùy, Văn Đế sai Củ đến bảo Đột Lợi giết Đại Nghĩa thì mới cho hòa thân. Đột Lợi gièm pha công chúa tư thông với người khác trước mặt Khả hãn Đô Lam, và Đô Lam cho giết chết công chúa và lại sai sứ sang Tùy cầu hôn một nàng công chúa khác. Các đại thần nhà Tùy thương nghị với nhau và quyết định đem công chúa gả cho Đột Lợi thay vì Đô Lam, để tạo ra mối mâu thuẫn giữa hai người này.
Cũng năm đó, Đột Lợi đến Trường An, và Văn Đế phong cho người trong tông thất làm công chúa An Nghĩa, gả cho Đột Lợi, đồng thời ban cho nhiều châu báu. Triều đình là Tùy có ý dựa vào hôn nhân để li gián Đột Lợi với Đô Lam. Từ đó về sau hễ mà Đô Lam có ý dòm ngó biên cương thì Đột Lợi đều báo tin cho triều đình Trường An, nên quân đội Tùy luôn dự biết được tình hình và có thể chủ động ứng phó.
Năm 599, sau khi được tin báo từ Đột Lợi rằng Đô Lam đang rục rịch tấn công nhà Tùy, Văn Đế sai Cao Quýnh, Dương Tố và Yến Vinh dẫn 3 đạo quân phân ra 3 đường tấn công Đột Quyết, với Hán vương Lượng làm Tổng chỉ huy trên danh nghĩa (Lượng vẫn ở kinh đô). Đô Lam biết tin, liền kết minh với Đạt Đầu của Tây Đột Quyết, cùng tập kết Đột Lợi, quân Đột Lợi thảm bại dưới thành, tất cả con em cháu chắt của Đột Lợi đều bị giết chết. Đột Lợi chạy đến chỗ Trưởng Tôn Thịnh xin được nương nhờ, rồi được đưa về Trường An, Văn Đế dùng lễ thượng khách mà tiếp đãi Đột Lợi. Sau đó, các cánh quân Tùy đánh bại được lực lượng của Đột Quyết, buộc Đô Lam phải lui về thảo nguyên.
Mùa đông năm đó, Văn Đế tấn Đột Lợi làm Khả hãn Khải Dân, người Đột Quyết đi theo Khải Dân có hơn vạn người; Đế mệnh Trưởng Tôn Thịnh xây thành ở Đại Lợi thuộc Sóc châu cho bọn người này ở, và cũng sai lính tới bảo hộ cho Khải Dân. Cũng lúc này, công chúa An Nghĩa chết, Văn Đế phong người tông nữ khác làm Công chúa Nghĩa Thành để gả cho Khải Dân. Không lâu sau đó, Đô Lam bị thuộc hạ giết chết, Đạt Đầu tự lập làm Khả hãn Bộ Già, khiến cả nước Đột Quyết đại loạn. Mùa hạ năm 600, Đạt Đầu tấn công Khải Dân, quân Tùy đến cứu viện, đẩy lui Đạt Đầu. Sau trận đó, Khải Dân tỏ thái độ biết ơn và thần phục nhà Tùy. Đến năm 603, Bộ Già vì bị uy hiếp từ nhiều phía, phải xin đầu hàng Khải Dân.

#### Các nước khác
Năm 591, vua của Thổ Dục Hồn là Mộ Dung Thế Phục sai sứ đến xin xưng thần và thiết lập quan hệ hữu hảo, và đề nghị đưa con gái của mình vào cung làm phi tử của Tùy Văn Đế. Văn Đế chấp nhận hòa ước, nhưng từ tạ không cưới công chúa. Năm 596, Văn Đế phong cho một người con gái trong tông thất là Công chúa Quảng Hóa, gả cho Mộ Dung Thế Phục của Thổ Dục Hồn. Thế Phục xin nhận công chúa là Thiên hậu, nhưng Văn Đề từ chối. Sau này Mộ Dung Thế Phục bị người trong nước giết chết, nhưng Tân quân của Thổ Cốc Hồn vẫn tiếp tục thần phục Tùy.
Năm 597, Thoán Ngoạn, thủ lĩnh của bộ lạc Nam Ninh Di), nổi lên tuyên chiến với nhà Tùy. Văn Đế sai đại tướng là Thái Bình công Sử Vạn Tuế đem quân đi đánh, buộc Thoán Ngoạn đầu hàng. Ban đầu, Sử Vạn Tuế định áp giải Thoán Ngoạn về Trường An dâng lên Văn Đế, nhưng Ngoạn khéo léo dùng vàng bạc mua chuộc, nên được phép ở lại Nam Ninh. Cũng năm 597, Lý Quang Sĩ, thủ lĩnh thổ dân ở Quế châu, cũng nổi loạn. Văn hoàng đế sai Thượng trụ quốc Vương Thế Tích và Tiền Tổng quản Quế châu Chu Pháp Thượng dẫn quân bình loạn, đánh bại và giết Lý Quang Sĩ. Vào mùa thu cùng năm, tại Quế châu lại có vụ khởi loạn của Lý Thế Hiền, Văn Đế lại sai Lỗ công là Ngu Khánh Tắc đem quân đi đánh, bình dẹp được cuộc nổi loạn.

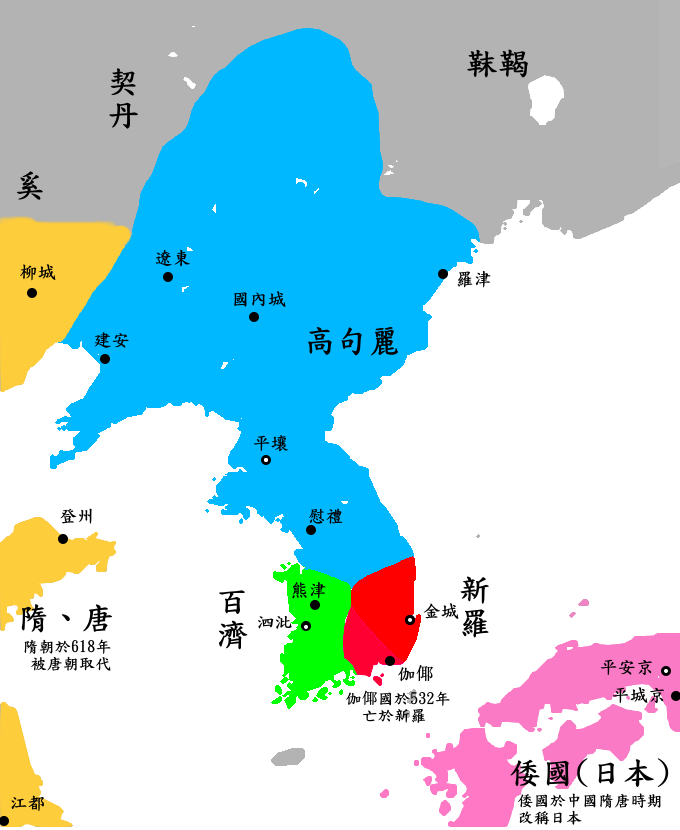
Các quốc gia ở đông bắc Tùy
Cao Câu Ly
Bách Tế
Tân La
Oa Quốc (Nhật Bản)

Năm 598, Anh Dương Vương của Cao Câu Ly liên minh với Mạt Hạt, đem quân tấn công vào Doanh châu, và Tổng quản của châu này, Vi Xung, vội vã bỏ trốn. Văn Đế giận dữ, sai con út là Hán vương Dương Lượng cùng Vương Thế Tích lãnh 30 vạn đại quân đông phạt, lấy Cao Quýnh làm cố vấn cho Dương Lương, và tướng cũ của nước Trần là Chu La Hầu, đẫm trách thủy quân, cùng nhau thảo phạt Cao Câu Ly. Tuy nhiên, quân Tùy phải viễn chinh ở miền xa, thiếu thốn lương thực, và các tàu chiến gặp phải bão tố trên biển, thiệt hại rất nhiều. Quân Cao Câu Ly kiên cường chống trả trên cả hai mặt trận khiến quân Tùy không sao tiến lên được. Giữa lúc đó, Anh Dương Vương rút quân đội ở Doanh châu trở về, Tùy Văn Đế coi đó là động thái tỏ ý thần phục của Cao Câu Ly, nên cũng lui quân. Văn Đế cũng không xuất quân đánh Cao Câu Ly nữa vì lúc này Cao Câu Ly đang xung đột với Bột Hải Uy Đức Vương, người hỗ trộ nhà Tùy trong chiến tranh .
Cũng năm 598, Thoán Ngoạn lại nổi dậy, Thục vương Dương Tú tố cáo việc Sử Vạn Tuế ăn hối lộ năm trước. Văn Đế nghĩ đến việc giết Vạn Tuế, nhưng sau đó đổi ý và chỉ cách chức ông này. Tuy nhiên chỉ ít lâu sau, Vạn Tuế lại được tha bổng, phục quan chức.
Năm 600, Thiên hoàng Suiko của Nhật Bản đã chủ trương mở rộng quan hệ ngoại giao với nhà Tùy (đời vua Tùy Văn Đế) ở Trung Quốc.
Năm 602, Tùy Văn Đế sai Lưu Phương dẫn 27 vạn quân đánh nước Vạn Xuân. Vua của Vạn Xuân là Lý Phật Tử đầu hàng nhà Tùy, bắt đầu Thời kì Bắc thuộc lần thứ ba của Việt Nam.

### Diệt Tây Lương và Trần thống nhất Trung Quốc

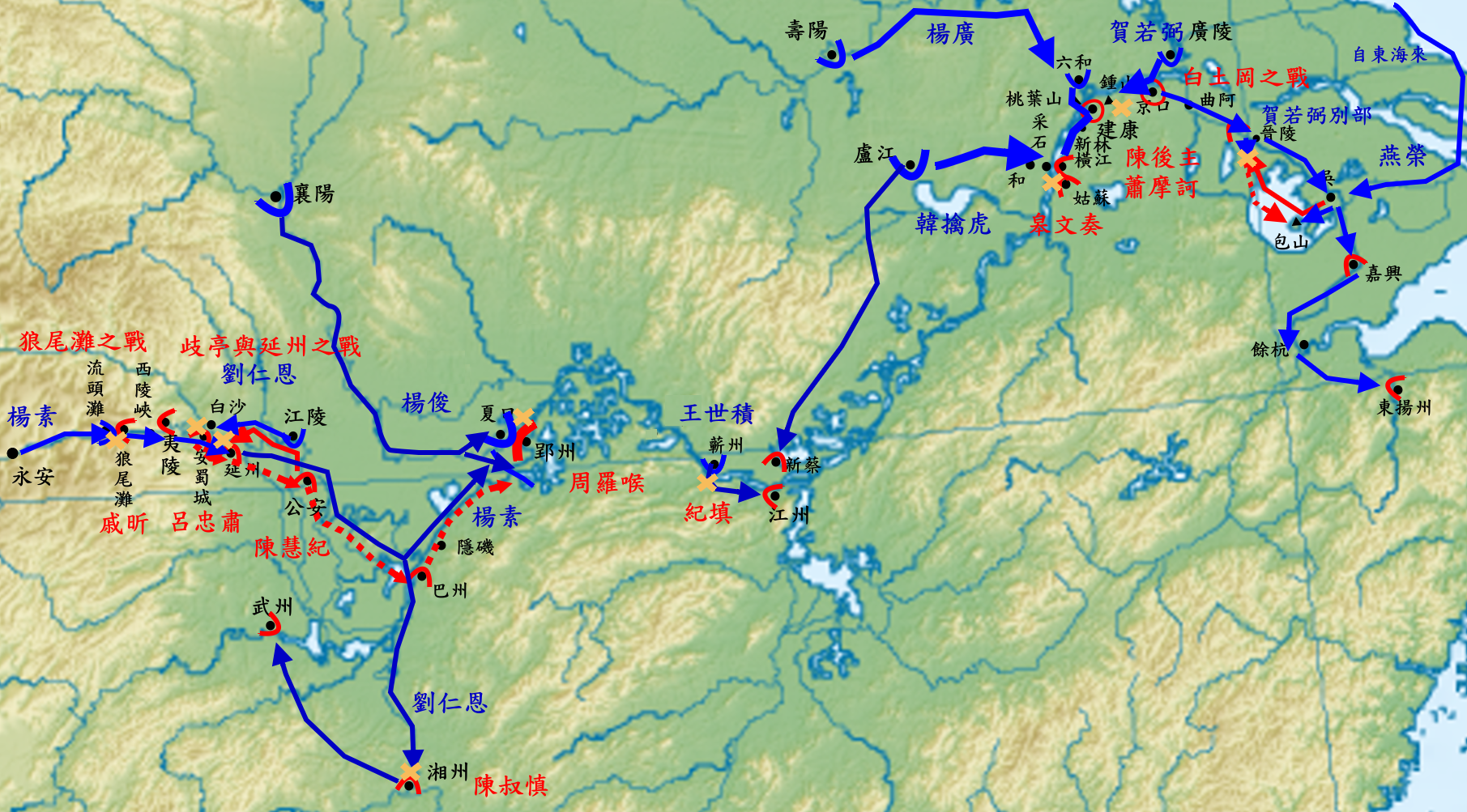
Lược đồ các cánh quân Tùy đánh Trần

Năm 581, Tùy Văn Đế chuẩn bị đem quân đánh Trần, tuy nhiên sau khi nghe tin vua nước Trần là Trần Húc bị bệnh chết, ông hạ lệnh triệt quân vì cho rằng không nên nhân nước địch vừa mất vua mà đánh chiếm. Năm 582, cho rằng kinh đô Trường An quá nhỏ bé, Văn Đế cho xây dựng cung điện mới ở một đô thị gần đó, ông đặt tên là Đại Hưng, và từ mùa xuân năm 583 ông dời sang Đại Hưng. Từ thời điểm này trở đi, Đại Hưng và Trường An là hai cái tên có thể hoán đổi cho nhau, và đến thời nhà Đường, kinh đô mới này chính thức cũng có tên là Trường An.
Cũng năm 582, Văn Đế vì tưởng thưởng cho nước chư hầu Tây Lương vì đã không ủng hộ Uất Trì Huýnh khởi binh năm trước, nên triệt thoái quân Tùy đóng ở Giang Lăng về, cho phép Tây Lương trở thành một nước bán độc lập. Ông cũng hỏi cưới con gái của Tây Lương Minh Đế là Tiêu thị làm vợ của người con trai thứ của ông, Tấn vương Dương Quảng. Tuy nhiên sau khi Minh Đế qua đời năm 585, và con là Tiêu Thống lên kế ngôi thì Tùy Văn Đế lại đưa quân trở lại Tây Lương và khiến cho ngôi hoàng đế Tây Lương lần nữa trở thành hư vị.
Năm 586, các quan chức gồm Thành quốc công Lương Sĩ Ngạn, Kỷ quốc công Vũ Văn Hãn, Thư quốc công Lưu Phưởng — đều là thân tín trước kia của Văn Đế, nhưng vì cớ Văn Đế sau khi lên ngôi lại không coi trọng mình, bàn nhau khởi loạn, kết quả đều bị giết chết. Cũng trong năm đó, có người ở Lạc Dương là Cao Đức dâng thư đề nghị Tùy chủ lên làm Thái thượng hoàng, mà nhường ngôi cho Thái tử Dũng, nhưng ông bác bỏ đi.
Mùa thu năm 587, Tùy Văn Đế cho triệu Hoàng đế chư hầu ở Tây Lương là Tiêu Tông đến Đại Hưng yết kiến. Tiêu Tông buộc phải theo lệnh. Tuy nhiên khi Tiêu Tông đến nơi, Văn Đế bảo rằng lo ngại cho sự an toàn của Giang Lăng trong khi không có sự hiện diện của quốc chủ, cho nên phái tướng là Vũ Hương quận công Thôi Hoằng Độ đem quân tới Giang Lăng. Khi bọn Hoằng Độ đến Nhược châu, chú và em trai của Tiêu Tông là Tiêu Nham và Tiêu Hoàn nghi ngờ quân Tùy có ý chiếm thành, do đó dẫn người trong thành sang đầu hàng Trần Thúc Bảo của Nam triều. Đáp lại, Văn hoàng đế bãi bỏ Tây Lương, sáp nhập trực tiếp vào Đại Tùy, giáng Lương đế làm Cử quốc công. Khi đó ông đang có ý định diệt Trần, sau khi diệt Lương thì càng ráo riết chuẩn bị.
Theo kế của các mưu sĩ, quân Tùy cứ đến mùa gặt thì tập kết người ngựa ở biên giới, làm như chuẩn bị tấn công, khiến dân miền nam hoang mang lo sợ, không dám đi gặt lúa. Chờ đến khi quân Trần tập hợp đầy đủ thì quân Tùy thối lui không đánh nữa. Cứ như vậy suốt 6, 7 năm, nền nông nghiệp bị ảnh hưởng, mà sự cảnh giác của quân Trần cũng lơi lỏng đi rất nhiều. Nhà Tùy còn thỉnh thoảng cho các cánh quân nhỏ tập kích, đốt phá vào các kho lương thực của Trần, khiến thực lực của Trần bị sứt mẻ.
Mùa xuân năm 588, Văn Đế hạ lệnh công Trần, cử Tấn vương Dương Quảng thống lĩnh đại quân, cùng với Tần vương Dương Tuấn, Việt công Dương Tú đi theo đoàn quân, Cao Quýnh làm Nguyên soái Trưởng sử, cố vấn cho Dương Quảng. Lại vạch ra 20 tội ác của Trần Hậu Chủ, phân phát khắp Giang Nam, khiến lòng người nhốn nháo. Mùa xuân năm 589, tướng Tùy là Hạ Nhược Bật vượt Trường Giang tại Kinh Khẩu, một tướng khác là Hàn Cầm Hổ vượt sông tại Thái Thạch). Trong khi đó, Dương Tố cũng tiến quân từ phía tây, và Dương Tuấn đóng quân ở vùng trung ngạn dòng sông, ngăn cách các cánh quân Trần ứng cứu cho quốc đô Kiến Khang. Hạ Nhược Bật nhanh chóng đánh bại và bắt sống các tướng Trần là [Tiêu Ma Ha]ư, và tiến quân vào Kiến Khang. Kiến Khang thất thủ, Trần Thúc Bảo bị bắt sống song không bị giết mà được chuyển tới Trường An, được nhà Tùy đối xử rộng rãi. Một vài tướng Trần vẫn còn chống cự, song nhà Tùy không mất quá nhiều thời gian để đánh dẹp hết. Tương tự với số phận của Nghiệp Thành, Văn Đến do phá hủy thành Kiến Khang, chỉ dựng một đồn trú quân nhỏ ở Tương châu.
Như vậy, đất nước Trung Quốc kể từ khi chia cắt nam bắc năm 316, trải qua hơn 270 năm mới lại được thống nhất về tay nhà Tùy.

## Chính sự suy bại
Sau khi nước Trần diệt vong, Tùy Văn Đế đã nạp em gái của Trần Thúc Bảo là Trần Tuyên Hoa cùng một người phụ nữ khác ở Kiến Khang là Thái Dung Hoa vào cung, tuy nhiên vì e sợ Độc Cô hoàng hậu, ông không bao giờ dám đến gần Thái phu nhân, còn Trần phu nhân dường như thỉnh thoảng có được sủng hạnh, nhưng không có đủ bằng chứng minh chứng cho việc này.
Năm 590, có lẽ vì ganh tị với tài nghệ của quan đại thần Lý Đức Lâm, người nắm nhiều quyền lực trong triều và có đóng góp công lớn trong việc chinh phạt Trần, Văn Đế đã nghe theo lời gièm pha và giáng chức Lý Đức Lâm xuống làm Thứ sử Hoài Châu. Đức Lâm từ đó về sau không bao giờ được trở về triều đình nữa.
Sau khi thống nhất Trung Quốc, nhà Tùy áp dụng luật lệ của mình cho người dân miền nam-điều này khiến tầng lớp quý tộc miền nam bất mãn, vì họ mất đi nhiều quyền lợi từng được hưởng dưới thời Nam triều. Tô Uy do đó đã viết một cuốn sách gọi là Ngũ khảo (văn bản này đến nay không còn nữa), có nội dung tuyên truyền về công đức của triều đại mới và buộc người dân ở vùng đất mới bị chinh phạt phải trung thành với Tùy triều, buộc các quý tộc miền nam phải thuộc nằm lòng, điều này khiến họ càng bất mãn. Khi có tin đồn rằng nhà Tùy dự định dời dân cư ở Kiến Khang và Dương Châu về hết Quan Trung vào đầu năm 590, người dân ở đây đã nổi dậy. Nhà Tùy cử Dương Tố đem quân dẹp loạn. Vì quân khởi nghĩa tuy đông mà không có tổ chức chặt chẽ và thiếu sự chỉ huy thống nhất, nhà Tùy đã dễ dàng dập tắt được chỉ trong chưa đến một năm.
Mùa xuân năm 592, con trai Tô Uy là Tô Quỳ cùng Quốc tử bác sĩ Hà Thỏa luận về chế độ âm nhạc trong cung, nhiều người khác trong cuộc thảo luận sợ uy quyền của Tô Uy nên hùa theo Tô Quỳ, phản đối ý kiến ở Hà Thỏa. Trong sự giận dữ, Hà Thỏa tố cáo Tô Uy cùng Lư Khải, Tiết Đaoh Hành, Vương Hoằng, Lý Đồng,... kết bè đảng trong triều. Văn Đế sau khi phái Thục vương Dương Tú và Ngu Khánh điều tra sự việc, đã miễn quan tước của Tô Uy. Sau sự kiện này, Cao Quýnh và Dương Tố trở thành hai nhân vật đứng đầu trong triều đình. Khi Hạ Nhược Bật phàn nàn với Văn Đế rằng đáng lẽ người chấp chính tiếp theo nên là ông ta, Văn Đế lại cách chức tước của cả Bật, tuy nhiên đến năm sau thì phục lại; và Tô Uy cũng được tha bổng vào năm 595.
Năm 593, Tùy Văn Đế cho xây dựng cung điện mùa hè, gọi tên là Cung Nhân Thọ, giao cho Dương Tố phụ trách đôn đốc. Cung này cách thành Đại Hưng ở Trường An hơn 200 dặm. Trên đường đến cung còn cho xây thêm 12 tòa li cung. Dương Tố hết sức hà khắc, khiến người đi phu quá sức mà chết đến cả vạn người, lại đẩy thây xuống hố, lấy đất đá lấp lại. Mùa xuân năm 595, cung điện được xây xong, Văn Đế đích thân thị sát, thấy quá ư xa hoa tráng lệ, không hợp với chính sách tiết kiệm mà mình đề ra, nên trách cứ Dương Tố. Độc Cô hoàng hậu bênh vực cho Tố, giải thích rằng Hoàng đế cũng cần có chỗ tiêu khiển, và Tố làm vậy cũng chỉ là tỏ lòng trung thành, cho nên Tố chẳng những không bị phạt mà còn được trọng thưởng nữa.
Cuối năm 594, Dương Quảng dâng biểu xin tế trời ở Thái Sơn. Đây là một nghi lễ truyền thống của đế vương Trung Quốc, nhưng đã nhiều năm không có ai thực hiện. Lúc này Văn Đế đang chủ trương tiết kiệm, nên không chấp nhận làm lễ tế vì quá tốn kém. Tuy nhiên mùa xuân 595, vì cầu phước cho dân đói, Hoàng đế cho tổ chức tế trời với một nghi lễ đơn giản.
Lỗ quốc công Ngu Khánh Tắc sau khi bình dẹp Lý Thế Hiền ở Quế châu trở về, thì xảy ra vụ oan án và bị giết. Vốn anh rể của Khánh Tắc là Triệu Thập Trụ sợ mình có gian tình với ái thiếp của Khánh Tắc sẽ bị Khánh Tắc trả thù, liền vu cáo Khánh Tắc mưu phản. Đầu năm 598, nhà Tùy giết Khánh Tắc, mà dùng Thập Trụ làm chức Trụ quốc.
Năm 597, Văn Đế cho rằng hình phạt quy định hiện thời là quá nhẹ, nên hạ lệnh cho các quan viên nếu thấy cấp dưới làm việc sai trái, có thể đánh kẻ phạm tội bằng trượng nếu cảm thấy hình pháp của nhà nước không đủ xứng với tội lỗi đó. Hơn thế nữa, nhận thấy tình trạng trộm cướp trong nước gia tăng, ông cho nâng mức phạt cho tội này lên cao nhất là tử hình-tuy nhiên về sau đã bãi bỏ lệnh đó.
Cũng năm 597, con thứ của Văn Đế là Tần vương Dương Tuấn, người nắm quân quyền ở Tịnh châu, người bị sử sách đánh giá là xa xỉ và mê gái, bị người vợ đố kị là Thôi thị (con gái Thôi Hoằng Độ) hạ độc, nên sinh bệnh tật (nhưng chưa chết) và được ân chuẩn trở về kinh sư. Ít lâu sau, Văn Đế điều tra ra những hành vi xa xỉ của Dương Tuấn trong lúc làm Tổng quản ở Tịnh châu, đã cách hết chức tước của ông ta, dù vẫn cho giữ tước Vương. Khi âm mưu của Thôi phi bị vạch trần, Văn Đế lệnh Dương Tuấn li dị Thôi phi, rồi buộc bà ta tự sát. Khi Tả Vũ vệ tướng quân là Lưu Thăng cùng Việt quốc công Dương Tố cho rằng hình phạt cho Dương Tuấn là quá nặng tay, Văn Đế đáp rằng:
"Trẫm là phụ thân của năm đứa con này thôi chứ không phải là cha của cả thiên hạ hay sao? Nếu nói theo ý của ông, không khác gì trẫm phải thêm một cái bộ luật cho con của thiên tử? Đến cả thánh nhân như Chu Công còn phải giết hết huynh đệ của mình là Quản công và Thái công, vì họ phạm lỗi. Trẫm không tài nào bì được với Chu Công, thì sao có thể tự mình phá vỡ luật pháp chứ?"
Năm 599, tướng Vương Thế Tích bị kẻ dưới quyền là Hoàng Phủ Hiếu Hài vu cáo mưu phản và bị ban chết. Trong năm này, Văn Đế sủng hạnh cung nhân Uất Trì thị, cháu gái của Uất Trì Quýnh. Độc Cô hậu tính hay đố kị, sau khi biết tin thì cơn ghen nổi lên, chờ khi Văn Đế thượng triều, đã cho gọi Uất Trì tới đánh cho tới chết. Văn Đế trở về biết chuyện, vô cùng giận dữ, một mình cưỡi ngựa chạy vào rừng sâu, nói rằng
Ta là thiên tử, mà chẳng có chút tự do.
Cao Quýnh và Dương Tố cùng nhau đuổi theo, khuyên giải một hồi, Văn Đế mới về cung. Sau đó hai người này đứng ra hòa giải cho Đế và Hậu. Bấy giờ vợ lẽ của Cao Quýnh mới sinh con trai, động vào chỗ tự ái của Độc Cô hậu, nên bị Hậu căm thù. Thái tử Dương Dũng cũng vì sủng ái cơ thiếp, bỏ bê chính thất mà bị Hoàng hậu ghét bỏ. Hậu nhiều lần gièm pha trước mặt Văn Đế, từ đó ngôi vị Đông cung bắt đầu lung lay. Cao Quýnh trong một lần nghe Hoàng hậu nói bóng gió về việc này, thẳng thắn đứng dậy phản đối. Năm 599, Cao Quýnh bị buộc tội thông đồng với Vương Thế Tích và bị lột sạch quan chức. Không lâu sau, có người tố cáo Quýnh muốn làm việc như Tư Mã Ý thời Ngụy khi xưa, cáo bệnh mười mấy năm rồi có được thiên hạ. Văn Đế tức giận, sai bỏ tù Cao Quýnh vào Nội sử tỉnh. Sau đó Hiến ti lại tâu lên Văn Đế rằng Quýnh có người thuật sĩ phao tin rằng trong năm nay thiên sẽ có đại tang và vua Tùy năm thứ 17, 18 sẽ gặp tai ách, không sống được đến năm thứ 19. Hữu ti dâng tấu xin giết Quýnh, nhưng Văn Đế vì cớ mới vừa giết Ngu Khánh Tắc và Vương Thế Tích, nên tha cho Cao Quýnh, thay vào đó giáng làm dân thường.

## Kết cục bi ai

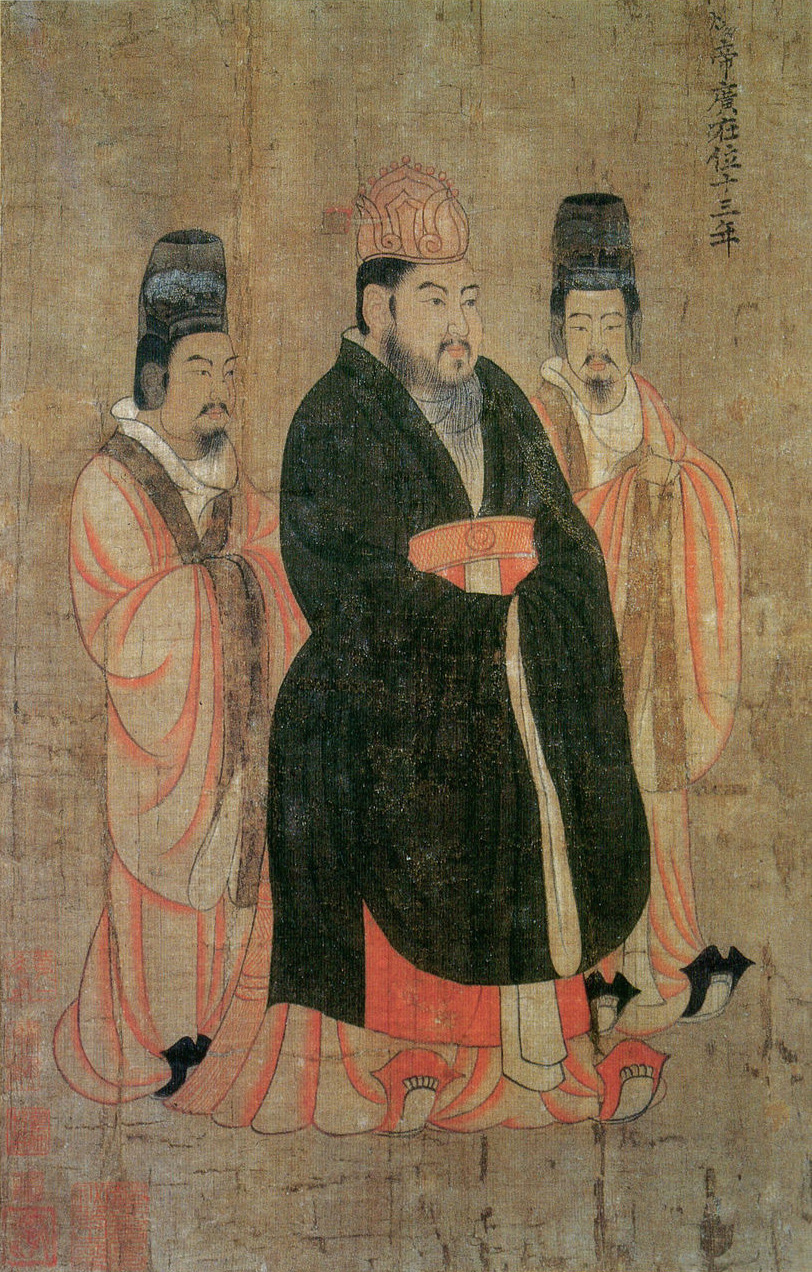
Tùy Dạng Đế Dương Quảng bị cho là người chủ mưu sát hại phụ thân

Năm 600, con thứ hai của Văn Đế là Tấn vương Dương Quảng mưu hại Thái tử Dương Dũng, bàn mưu với Dương Tố tính bề hành sự. Lại liên kết với một số tay chân trong Đông cung, vu cáo với Văn Đế rằng Dũng có ý tạo phản. Dương Quảng lệnh cho Đốc Vương Phủ quân Cô Tang quan sát hành động của Dương Dũng, đồng thời đút lót cho thân cận của Dũng là Cơ Uy, Uy bèn dâng thư tố cáo Dương Dũng lên Văn Đế. Tháng 9 năm 600, Dương Tố lại tố cáo Dương Dũng. Văn Đế theo kế của Tố, sai Dương Dũng kiểm tra dư đảng loạn tặc. Dương Tố sai người đến quan sát, rồi bí mật tố cáo Dương Dũng khích bọn họ làm loạn. Tháng 10, Văn Đế truất Dương Dũng cùng các con xuống làm Thứ nhân, lập Dương Quảng làm Thái tử. Lúc đó đất trời bỗng dưng có địa chấn. Phế thái tử Dương Dũng bị đặt dưới sự kiểm soát của Dương Quảng, và Dương Quảng tìm cách cản trở không cho Dương Dũng được gặp cha mẹ. Nhiều quan đại thần bị nghi là phe đảng của Dương Dũng, bao gồm Sử Vạn Tuế và Nguyên Mân, đều bị xử tử.
Năm 602, Độc Cô hoàng hậu chết, Tùy Văn Đế cực kỳ đau buồn rồi bắt đầu sủng hạnh hai phu nhân Trần, Thái.
Cũng năm đó, Dương Quảng lo sợ Dương Tú ở Ích Châu sẽ gây rắc rối cho mình, bèn sai Dương Tố kiếm bằng chứng nói Dương Tú tham ô và sử dụng các nghi thức giống như hoàng đế. Văn Đế tin lời gian thần, sai triệu hồi Dương Tú về kinh. Khi Tú về tới, Dương Quảng đưa ra những bằng chứng cho thấy Dương Tú ngấm ngầm nguyền rủa Văn Đế và Dương Lương. Văn Đế trong cơn giận dữ, lột bỏ chức tước của Dương Tú và giam giữ tại nhà.
Mùa xuân năm 604, Văn Đế dời đến cung Nhân Thọ tránh nóng, bất chấp lời cảnh báo của đạo sĩ Chương Cừu Thái Dực rằng nếu ông đi thì sẽ không bao giờ trở về được. Ở cung Nhân Thọ, ông lâm bệnh, và qua đời vào ngày 23 tháng 8 cùng năm ở một cung điện tên là Đại Bảo, hưởng thọ 64 tuổi. Ông được an táng tại Thái lăng thuộc huyện Dương Lăng cùng với Độc Cô hoàng hậu, dù không nằm chung một huyệt.
Tùy Văn Đế chết như thế nào, vẫn là một vấn đề gây tranh cãi của lịch sử. Nhiều sử gia truyền thống cho rằng Văn Đế chính là bị con trai ruột Dương Quảng giết chết. Câu chuyện được sử gia Tư Mã Quang thuật lại trong Tư trị thông giám:
Từ sau Văn Hiến hoàng hậu (Độc Cô Già La) băng hà, Văn Đế đặc biệt sủng hạnh Tuyên Hoa phu nhân Trần thị, Dung hoa phu nhân Thái thị. Trần thị là con gái của Trần Cao Tông. Thái thị, người Đan Dương. Đế đau nặng ở cung Nhân Thọ, nằm liệt giường. Thượng thư Tả bộc xạ Dương Tố, Thượng thư bộ Binh Liễu Thuật (con rể Tùy Văn Đế, chồng của công chúa Dương A Ngũ), Hoàng môn thị lang Nguyên Nham nhập các xem bệnh. Triệu Hoàng thái tử (Dương Quảng) vào ở điện Đại Bảo. Thái tử đang tìm cách ứng phó và phòng vệ sau khi hoàng thượng băng hà, rồi viết thư hỏi Dương Tố để coi phải làm gì đây. Dương Tố viết thư phúc đáp về các biện pháp canh phòng cho thái tử. Có cung nhân biết được, báo với Thượng, Thượng xem xong không hài lòng. Bữa nọ, Trần phu nhân đi nhà xí, gặp Thái tử, bị thái tử bức bách, nhưng thoát được, về bẩm với Thượng. Thượng xem thần sắc của bà ta khác lạ, mới hỏi nguyên do vì sao. Phu nhân rớt nước mắt nói: "Thái tử vô lễ". Thượng giận, đập giường nói: "Súc sanh, sao có thể giao phó đại sự? Độc Cô hại ta rồi". Bèn triệu Liễu Thuật, Nguyên Nham đến bảo: "Triệu con ta". Bọn Thuật chuẩn bị gọi Thái tử, Thượng nói: "Gọi Dũng". Thuận, Nham ra ngoài chuẩn bị viết sắc thư. Dương Tố nghe tin, báo với Thái tử. Giả mạo chiếu lệnh, bắt Thuật, Nham hạ ngục. Lấy binh sĩ đông cung vây chặt điện Nhân Thọ, tiếng là để bảo vệ, cấm không ai cho ra vào. Dùng Vũ Văn Thuật, Quách Diễn tiết độ cấm quân. Sai Hữu thứ tử Trương Hành vào tẩm điện xem bệnh; Hành đem các hậu cung nhốt vô biệt thất, rồi sau đó Thượng băng, trong ngoài có nhiều lời bàn luận. Trần phu nhân cùng các hậu cung nghe có sự biến, chằm chằm vào nhau trong sợ hãi và run rẩy. Vào lúc hoàng hôn, Thái tử sai sứ giả đem đến một cái hộp nhỏ làm bằng vàng, phong ấn kĩ càng, trao cho phu nhân. Phu nhân xem qua, tưởng trong đó là thuốc độc, rất sợ hãi không dám mở ra. Sứ giả thúc giục, đành phải mở. Trong hộp có mấy cái đồng tâm kết (vật tượng trưng tình yêu của người Trung Quốc). Cung nhân cả thảy đều vui vẻ, nói với nhau:"Được khỏi chết". Trần thị xấu hổ mà giận dữ, ngồi xuống và không bái tạ. Các cung nhân bức ép, bất đắc dĩ mới đứng dậy bái sứ giả. Tối đó, thái tử triệu hạnh phu nhân.

Dương Quảng sau đó lên ngôi và trở thành Tùy Dượng Đế. Công việc đầu tiên của Dượng Đế là nạp ngay hai vị Trần, Thái vào hậu cung, sau đó là giết chết anh trưởng Dương Dũng. Những phiên bản chi tiết hơn của câu chuyện nói rằng Trương Hành đích thân giết Tùy Văn Đế bằng cách đấm vào ngực và bẻ nát xương sườn của hoàng đế. Những người ủng hộ chuyện Dương Quảng chủ mưu giết cha còn chưng ra những bằng chứng khác, bao gồm cả việc sau khi Văn Đế chết, Dượng Đế đã nạp cả hai phu nhân Trần, Thái vào cung. Hơn nữa, về sau khi Trương Hành bị Dượng Đế ghét bỏ và xử tử năm 612, đã than vãn trước pháp trường rằng: "Ta làm những điều kia cho hắn, thì mong gì sống lâu được". Người cai ngục, như có nghe về chuyện sự biến cung Nhân Thọ năm xưa, nên đã bịt lỗ tai lại để không nghe được gì và Trương Hành lập tức bị hành quyết. Như vậy có thể thấy Trương Hành rõ ràng là bị diệt khẩu.
Tuy nhiên, một số ít sử gia ngày nay lên tiếng nghi ngờ thông tin này, cho rằng Văn Đế qua đời là do bệnh tật, không liên quan đến Dượng Đế và cho rằng câu chuyện bịa đặt vu khống Dương Quảng là do tác giả Triệu Nghị trong cuốn Đại Nghiệp lược ký viết vào đầu thời nhà Đường dựng lên, các sử gia biên soạn Tùy thư lấy theo đó mà chép vào tác phẩm.. Mà theo Đại nghiệp lược kí thì cung phi trong câu chuyện là Thái Dung Hoa chứ không phải Trần Tuyên Hoa. Họ cũng chỉ ra rằng các chứng cứ kia cũng có thể bác lại được: Vì sao Liễu Thuật, Nguyên Nham không bị giết dù họ biết sự thật. Tuy nhiên, việc Dương Quảng giết cha là Dương Kiên dường như đã trở thành một sự thật trong nhận thức của người Trung Quốc rồi.
Tùy Dượng Đế Dương Quảng sau khi lên ngôi, thi hành chính sách bạo ngược khiến lòng dân bất mãn, các nơi lần lượt khởi nghĩa chống lại chính quyền, cuối cùng dẫn đến sự diệt vong của nhà Tùy 14 năm sau (618).

## Đánh giá
Tùy Văn Đế là vị hoàng đế có công kết thúc cục diện cát cứ phân tranh 250 năm của Trung Quốc, kể từ thời Đông Tấn, và đưa Trung Quốc bước vào một giai đoạn thái bình, thịnh vượng, nhiều cải cách của ông có ảnh hưởng sâu rộng đến triều Đường, Tống, và các triều đại sau này của Trung Quốc.
Về phương diện hành chính, Tùy Văn Đế cải cách cơ cấu hành chính, áp dụng chế độ tam tỉnh lục bộ và cơ cấu tinh giản, cải cách thải bỏ quan tham, mạnh dạn thực thi, có cái bỏ đi, có cái được mới, có lợi cho việc tăng cường chế độ chính trị tập quyền trung ương phong kiến. Chính sách của ông ảnh hưởng sâu sắc đến hình thức chính quyền phong kiến ở những đời sau.
Tùy Văn Đế bãi bỏ chế độ Cửu phẩm Trung chính, áp dụng chế độ đề cử và khoa cử cùng kết hợp trong việc tuyển chọn quan lại, đã đặt cơ sở cho chế độ khoa cử được áp dụng trong suốt hơn một ngàn năm sau này. Ông đã mạnh dạn thu hút những nhân tài địa chủ thứ tộc vào cơ cấu chính quyền, tăng thêm sức mạnh quyền lực của triều đình, kết thúc thời kì địa chủ cường hào lũng đoạn chính quyền đã tồn tại hàng trăm năm. Ông lấy bản thân mình làm gương, nghiêm túc quản lý quan lại, nên rất được lòng dân, làm cho chính quyền lớn mạnh.
Về kinh tế - xã hội, Tùy Văn Đế đã áp dụng hàng loạt những biện pháp hữu hiệu, thúc đẩy nền kinh tế xã hội phát triển với tốc độ cao. Văn đế thực hành chế độ quân điền, đã nâng cao tinh thần tích cực sản xuất của nông dân. Ông thực hành giảm bớt bóc lột và kiểm tra hộ khẩu, càng có tác dụng to lớn đối với việc phát triển kinh tế và tăn cường quốc lực. Sử sách ghi nhận thời Khai Hoàng, giá gạo rẻ chưa từng thấy, lương thực nhiều đến mức chất kho không hết, mục nát rất nhiều. Năm Trinh Quán thứ 11 nhà Đường (637), Mã Chu nói với Đường Thái Tông: 
Nhà Tùy làm để dành ở Lạc Khẩu, Lý Mật đã nhân đó mà dùng; những kho tàng ở Tây Kinh đều được Nhà nước sử dụng, đến nay chưa hết.
Tùy Văn Đế còn mở mang tư tưởng, văn hóa và chính sách dân tộc, đã thúc đẩy sự phồn vinh về tư tưởng, văn hóa và hòa hợp dân tộc. Sự thống nhất của nhà Tùy đã kết thúc những nguyên nhân chính trị gây trở ngại cho sự phát triển của tư tưởng và văn hóa trong một thời gian dài. Tư tưởng thống trị của Văn Đế là tổng hợp, ông đã kế thừa những phương sách thống trị kiêm dụng cả Nho gia và Pháp gia sau thời Hán đồng thời đưa thêm nhiều nhân tố của Phật gia, Đạo gia, điều đó làm cho chính sách văn hóa của ông rất đa dạng, rất ít nghiêng về một phái nào.
Dưới sự cai trị của ông, học giả của các phái đua nhau tiếp nhận học trò để giảng dạy, viết nhiều sách, nghiên cứu học vấn, không khí học thuật rất sôi động và đã cho ra đời nhiều tác phẩm học thuật có ảnh hưởng sâu xa như Thiết vận, Kinh điển thích văn. Ông xuất phát từ nguyên tắc đại nhất thống, áp dụng chính sách đồng thời sử dụng văn trị võ công, cổ vũ hòa hợp dân tộc, tranh thủ sự quy phục của các chư hầu, ổn định các vùng biên cương của Vương triều Tùy, có ảnh hưởng nhất định đến chính sách dân tộc của nhà Đường sau này.
Tuy nhiên trong thời gian cai trị, ông cũng phạm phải nhiều sai lầm, mà nghiêm trọng nhất trong số đó là trao giang sơn cho một người thiếu tư cách đạo đức và tầm nhìn lãnh đạo sáng suốt như Dương Quảng (Tùy Dạng Đế). Về chính sự, ông tuy có cần mẫn nhưng lại quá khắt khe, đa nghi, không tín nhiệm trọng thần, lại thường nghe lời siểm nịnh. Đường Thái Tông Lý Thế Dân, vị minh quân tại vị khoảng 30 năm sau thời đại của ông, có lời bình rằng
Tùy Văn Đế không hề anh minh mà rất khắt khe. Không anh minh tất có nhiều việc không nhìn thấy được, khắt khe thì tất lại đa nghi. Ông ta không tin cậy quần thần, mọi việc dù lớn dù nhỏ đều tự do mình quyết định, tưởng như thế mới có thể yên tâm được. Thiên hạ lớn như thế, sự tình nhiều như thế dù có cẩn thận từng li, chịu khó nhẫn nại tới mấy nhưng làm sao có thể việc gì cũng chính xác hết được. Quần thần đã biết tính ông ta nên chỉ chờ đợi quyết định, có khi tuy cảm thấy ý kiến của ông ta không đúng cũng chẳng dám nói, càng không dám tranh luận...
Bản thân Dương Kiên cũng là quyền thần cướp ngôi, cho nên ông luôn coi việc giành ngôi của mình là một bài học kinh nghiệm, luôn đề cao cảnh giác với những quan lại cấp cao bên cạnh. Cho đến cuối đời, văn thần võ tướng theo giúp ông từ ngày khai quốc đã bị tiêu diệt gần hết, tất cả họ đều hi sinh bởi lòng đố kị của Dương Kiên.
Sử gia Tư Mã Quang, trong tác phẩm lịch sử Tư trị thông giám của mình, vừa khen ngợi cũng vừa chê trách Tùy Văn Đế, với lập luận như sau:
Cao Tổ (miếu hiệu của Tùy Văn Đế) tính trời thận trọng và nghiêm cẩn, ông luôn muốn những hành động của mình cho dù là hành hay cấm đều phải được thực hiện nghiêm túc. Rất cần cù về chính sự. Ông thức dậy từ sáng sớm để lên triều, đến tối mới chịu trở về, mà không thấy chút mỏi mệt. Mặc dù bản tính keo kiệt, ông luôn khen thưởng kẻ dưới theo đúng công lao, chứ không tư vị kẻ mình yêu mến. Phàm binh sĩ chết bởi chiến trận, thì gia đình đều được hậu thưởng, và có sứ giả đến yên ủy. Yêu thương bách tính, khuyến khích nông tang, không đặt nặng phu phen thuế má. Bản thân ông sống đơn giản và đạm bạc, phàm là quần áo hay đồ dùng, khi đã cũ kĩ rách rưới, vẫn cố chắp vá chứ không bỏ đi. Mỗi khi yến tiệc, đồ ngự dùng của ông không bao giờ có quá một bát thịt. Y phục của hậu cung, dùng xong rồi giặt để dùng tiếp. Dựa theo tác phong của ông, những năm Khai Hoàng, Nhân Thọ, đàn ông chỉ mặc quyên bố, không dùng lụa, đồ trang sức chỉ dùng đồng sắt xương hay sừng thú, chứ không phải vàng, bạc, đá quý. Lương thực và đồ may mặc sản xuất ra dư đến mức không có chỗ để chứa. Lúc ông thụ thiện, dân khẩu chẳng qua 400 vạn, nhưng đến những năm cuối đã là 890 vạn, và chỉ riêng Ký châu cũng đã có 100 vạn nhà. Tuy vậy, tính nghi kị, hiếu sát, và hay nghe lời sàm ngôn, đến mức công thần cố cựu đều không thể bảo toàn. Đến cả con em ruột thịt, mà cuối cùng thành ra cừu địch. Đó là chỗ sở đoản vậy.
Cuối thời Bắc Chu, Tề vương Vũ Văn Hiến trong biểu tấu xin Bắc Chu Vũ Đế giết Phổ Lục Như Kiên, có nói về ông: tướng mạo phi thường, tính người giảo trá, mỗi lần thấy thần đều mất hồn mất vía.

## Gia đình
- Cha: Dương Trung (杨忠; 507 - 568), sau được truy tôn Thái Tổ Vũ Nguyên hoàng đế (太祖武元皇帝).
- Mẹ: Lữ Cổ Đào (吕苦桃), sau truy thụy là Nguyên Minh hoàng hậu (元明皇后). Con gái của Thượng trụ quốc Lữ Song Chu (呂双周) và Tề Quận phu nhân Diêu thị (齐郡夫人姚氏).
- Anh chị em

1. Thái Cảnh vương Dương Chỉnh
2. Đằng Mục vương Dương Toản
3. Đạo Tuyên vương Dương Trung
4. Vệ Chiêu vương Dương Sảng
5. An Thành công chúa
6. Xương Lạc công chúa
7. Dương thị, lấy Lý Lễ Thành

- Thê thiếp:

1. Văn Hiến hoàng hậu Độc Cô Già La (文獻皇后獨狐伽羅, 544 - 602), con gái Độc Cô Tín.
2. Tuyên Hoa phu nhân Trần thị (thiếp)(宣華夫人陳氏, ? - 605), nguyên là Ninh Viễn công chúa (寧遠公主) - con gái thứ 14 của Trần Tuyên Đế.
3. Dung Hoa phu nhân Thái thị(thiếp)(容華夫人蔡氏).

- Con cái: Tất cả đều do Độc Cô Già La sinh ra

1. Dương Lệ Hoa (楊麗華) [561 - 609], tức Lạc Bình công chúa (樂平公主), là Hoàng hậu của Bắc Chu Tuyên Đế.
2. Tương Quốc công chúa (襄国公主), lấy Lý Trường Nhã (李長雅).
3. Phế Thái tử Dương Dũng [房陵王杨勇; ? - 604], tự Hiển Địa Phạt (睍地伐), Thái tử đầu tiên của nhà Tùy được phong từ năm 581. Sau thì bị Dương Quảng gièm pha, hại chết.
4. Tùy Dượng Đế Dương Quảng [楊廣, 569 - 618], tự A Ma (阿𡡉), sơ phong Tấn vương (晋王).
5. Quảng Bình công chúa (廣平公主), lấy Vũ Văn Tĩnh Lễ (宇文靜禮).
6. Tần Hiếu vương Dương Tuấn [秦孝王楊俊, 571 – 600], tiểu danh A Chi (阿祗).
7. Con gái chết non
8. Thục vương Dương Tú [蜀王楊秀, 573 – 618], phong tước Việt vương (越王) năm 581, cải phong Thục vương năm 581. Khi Thái tử Dương Dũng bị phế, tỏ ý bất mãn với Nhị huynh Dương Quảng, nên bị Dương Quảng cùng Dương Tố lập mưu đổ tội. Năm 602, bị khép tội mưu phản, giáng làm thứ dân, sau bị Vũ Văn Hóa Cập giết.
9. Lan Lăng công chúa (蘭陵公主, 573 - 604), tên gọi Dương A Ngũ (楊阿五), thoạt đầu hạ giá Vương Phụng Hiếu (王奉孝), sau cải giá Liễu Thuật (柳述).
10. Hán vương Dương Lượng [漢王楊諒, 575 – 605], tự Đức Chương (德章), bị giáng làm thứ dân năm 604.

## Phim ảnh
| Năm  | Phim ảnh        | Diễn viên        | Nhân vật   |
| 2018 | Độc Cô thiên hạ | Trương Đan Phong | Dương Kiên |